# Teresa Island
Teresa Island ist eine Insel im Atlin Lake, im Nordwesten der kanadischen Provinz British Columbia, in der Stikine Region. Die Insel liegt im Atlin/Áa Tlein Téix’i Park.
Traditionell liegt die Insel dabei im Siedlungs- und Jagdgebiet der First Nations, hier der Tlingit.

## Geographie
Die Insel liegt etwa 65 südsüdwestlich der Gemeinde Atlin. Nach Süden grenzt Teresa Island an Copper Island, die zweitgrößten Insel im Atlin Lake. Der höchste Punkt auf der Insel, der Birch Mountain, erreicht eine Höhe von 2062 m, womit die Insel zu den höchsten Inseln der Erde gehört. Der Birch Mountain gehört zur Boundary Ranges, dem größten und nördlichsten Gebirgszug der Coast Mountains.